# Bongasill
Bongasill (Ethmalosa fimbriata) är en fiskart som först beskrevs av Bowdich 1825.  Bongasill ingår i släktet Ethmalosa och familjen sillfiskar. IUCN kategoriserar arten globalt som livskraftig. Inga underarter finns listade.